# Sinal Verde
Sinal Verde foi uma banda brasileira de rock cristão, caracterizada por ser uma das primeiras do gênero no país. Formada por jovens músicos da Igreja Presbiteriana de Copacabana, a musicalidade do grupo era caracterizada predominantemente pelo rock progressivo. Lucas Ribeiro era o principal compositor do grupo, e a banda ainda contava com Carlinhos Felix dentre os letristas.
A banda apresentava-se em locais públicos, igrejas e eventos, enfrentando a resistência do conservadorismo das lideranças protestantes da época aliadas as novas linguagens jovens do início dos anos 80. O grupo recebeu apoio de Paulo César Graça e Paz, na mesma época. Segundo Carlinhos Felix, em entrevista para a Revista Backstage em 1998, a Sinal Verde também foi formada com a finalidade de participar do festival de música MPB 80, promovido pela Rede Globo.
O único projeto da banda foi gravado e lançado em 1981. O compacto simples "Pra Você", conteve duas canções, com destaque para "Pra Você", também relançada na coletânea Ponto de Encontro da MPC em 1987.
Com a chegada de Janires na igreja, e a formação do Rebanhão, o primeiro integrante que a Sinal Verde perdeu foi Carlinhos Felix que, com o sucesso do Rebanhão passou a não conseguir conciliar sua participação nos dois grupos. Alguns outros membros foram deixando por suas vidas pessoais, e a banda encerrou suas atividades oficialmente em 1983.
Mais tarde, Lucas Ribeiro passou a ter suas composições gravadas por alguns artistas. O próprio Rebanhão registrou algumas, além de Carlinhos Felix em carreira solo, e a cantora Wanda Sá.

## Discografia
Álbuns de estúdio
- 1981: "Pra Você"